# Raphidrilus nemasoma
Raphidrilus nemasoma är en ringmaskart som beskrevs av Francesco Saverio Monticelli 1910. I den svenska databasen Dyntaxa används istället namnet Rhaphidrilus nemasoma. Enligt Catalogue of Life ingår Raphidrilus nemasoma i släktet Raphidrilus och familjen Ctenodrilidae, men enligt Dyntaxa är tillhörigheten istället släktet Rhaphidrilus och familjen Ctenodrilidae. Arten har ej påträffats i Sverige. Inga underarter finns listade i Catalogue of Life.